# Jugador Más Valioso

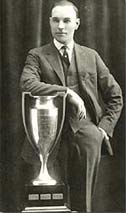
Frank Nighbor con el Trofeo Hart original en 1924. El trofeo se otorga anualmente al «jugador considerado más valioso para su equipo» en la National Hockey League (NHL).

En los deportes de equipo, el premio al Jugador Más Valioso, también abreviado como MVP (por las siglas en inglés del término, Most Valuable Player), es un honor que generalmente se otorga a un individuo (o individuos, en el caso de un empate) cuyo desempeño individual es el mejor en toda una liga, para una competencia en particular, o en un equipo específico. El propósito del premio es reconocer la contribución de los esfuerzos individuales dentro de un esfuerzo grupal y resaltar la excelencia, ejemplaridad y/o sobresaliente del desempeño de un jugador en medio del desempeño de sus compañeros en cuestión.
El término puede tener diferentes connotaciones según el contexto en el que se utilice. Un 'MVP de la liga' es el jugador más valioso de toda una liga y se refiere al jugador cuyo desempeño es más excelente en la liga. Del mismo modo, un «MVP del equipo» es el jugador más valioso de un equipo, refiriéndose al jugador cuya contribución al equipo es mayor entre sus compañeros de equipo. En muchos deportes, los premios MVP se entregan para un partido específico, en otras palabras, un premio al jugador del partido. Esto es particularmente cierto para los partidos de alto perfil como los juegos de campeonato. Por ejemplo, durante una serie de campeonatos finales, se otorgaría un premio de 'MVP de las finales' al jugador más valioso en los juegos finales.
El jugador de hockey sobre hielo, Wayne Gretzky, ha sido nombrado MVP más veces que cualquier otro jugador en la historia de las otras tres grandes ligas profesionales de América del Norte (MLB, NBA y NFL). Ganó el premio un récord nueve veces durante su carrera, ocho consecutivas. Barry Bonds es el segundo, habiendo ganado el premio MVP siete veces en la Liga Nacional de Béisbol de Grandes Ligas (La Liga Americana también otorga un MVP), aunque hasta la década de 1930 a los jugadores de béisbol solo se les permitía ganar el premio una vez, lo que limitaba el número de veces que célebres jugadores, como Babe Ruth, podrían ganar. Kareem Abdul-Jabbar ganó el premio MVP de la NBA seis veces y Michael Jordan ganó el premio cinco veces. Peyton Manning ganó cinco veces el MVP de la NFL. Solo cinco jugadores han ganado hasta tres: Jim Brown, Johnny Unitas, Brett Favre, Tom Brady, Aaron Rodgers.
Una distinción importante es que el MVP no se combina con el jugador más ganador. Aunque los dos suelen estar algo correlacionados, hay varios (aunque raros) contraejemplos principales. Por ejemplo, en el baloncesto profesional, Kareem Abdul-Jabbar ganó el premio MVP de 1975–76 a pesar de que su equipo no se clasificó para la postemporada. Además, varios otros jugadores de la NBA en la historia han sido galardonados con el MVP y procedieron a perder en la primera ronda de la postemporada. En otro caso en el baloncesto profesional, Jerry West recibió el premio MVP de las Finales de la NBA de 1969, a pesar de haber perdido la final. En el deporte del fútbol americano profesional, Johnny Unitas ganó el premio MVP de 1967, a pesar de no clasificarse para los playoffs. Asimismo, O. J. Simpson ganó el premio MVP de 1973, a pesar de no clasificar a los playoffs. Al igual que Jerry West en el baloncesto, Chuck Howley en el fútbol ganó el premio al Jugador Más Valioso del Super Bowl de 1971 a pesar de haber perdido el Super Bowl V. En 1960, Bobby Richardson ganó el premio MVP de la Serie Mundial, pero perdió la Serie Mundial. En hockey sobre hielo, tres jugadores, Al Rollins en 1954, Andy Bathgate en 1959 y Mario Lemieux en 1988, ganaron cada uno un premio NHL MVP, pero no llegaron a los playoffs. Además, Reggie Leach ganó el premio MVP de las Finales de la NHL de 1976 y rompió el récord de la liga de más goles en los playoffs, pero perdió la final. En la historia del béisbol, varios MVP no llegaron a los playoffs, y en 2021, los seis finalistas que ganaron MVP de la MLB no llegaron a los playoffs.
El término es más común en los Estados Unidos y Canadá. En la mayoría de los demás países del mundo, «jugador del año» se usa para un premio que abarca toda la temporada y «jugador del partido» para juegos individuales. En Australia, los clubes y ligas de fútbol de reglas australianas usan el término «mejor y más justo», mientras que los que juegan rugby league usan «jugador del año», como la Medalla Dally M.

## Historia
El primer premio al jugador más valioso otorgado en los deportes de América del Norte se remonta al béisbol profesional a principios del siglo XX. Un grupo de periodistas deportivos se reunió después de la temporada de béisbol de 1911 para determinar los «jugadores más importantes y útiles para el club y la liga». Estos atletas recibirían el Premio Chalmers, llamado así por Hugh Chalmers, un fabricante de automóviles que busca aumentar las ventas de sus automóviles Chalmers Model 30. Los primeros ganadores fueron Ty Cobb, que jugaba para los Tigres de Detroit, y Frank Schulte, de los Cachorros de Chicago. El premio se suspendió en 1955, después de que no logró generar mayores ventas de automóviles. De 1922 a 1928 en la Liga Americana y de 1924 a 1929 en la Liga Nacional, se otorgó un premio MVP al «beisbolista que presta el mayor servicio integral a su club». Los ganadores anteriores no fueron elegibles para volver a ganar el premio MVP durante este tiempo. El premio MVP, como se le conoce hoy en Major League Baseball, se estableció por primera vez en 1931.

## Proceso de selección
Generalmente, los premios MVP se otorgan al final de un proceso de varios pasos. En la mayoría de las ligas deportivas profesionales, el grupo general de jugadores se reduce inicialmente a una lista de nominados, llamados finalistas, que forman un grupo del cual se decide el ganador individual en función del desempeño de la temporada regular. Este proceso normalmente se lleva a cabo mediante una votación, en la que los votantes suelen ser otros jugadores, miembros de los medios de comunicación y/o entrenadores. Los detalles de este proceso varían según las ligas. Algunos ejemplos destacados de deportes que otorgan premios MVP son el béisbol, el baloncesto, el fútbol, el hockey sobre hielo, el lacrosse, el fútbol, el balonmano y el rugby.

### Béisbol
En la MLB, la votación para el MVP se lleva a cabo antes de la postemporada, pero los resultados no se anuncian hasta después de la Serie Mundial. La BBWAA comenzó encuestando a tres escritores en cada ciudad de la liga en 1938, reduciendo ese número a dos por ciudad de la liga en 1961. La BBWAA no ofrece una definición clara de lo que significa «más valioso», sino que deja el juicio a los votantes individuales.

### Baloncesto
En la NBA, el protocolo para seleccionar al MVP ha cambiado a lo largo del año. Durante la temporada 1979–80, los propios jugadores de baloncesto formaron el bloque de votación de MVP. Desde el comienzo de la temporada de la NBA de 1980, un panel de locutores y periodistas deportivos se reúnen para votar el premio MVP. Cada persona en el panel emite un voto para su selección del primer lugar hasta el quinto. Un voto de primer lugar le otorga a un jugador 10 puntos, mientras que un segundo vale siete, un tercero vale cinco, un cuarto vale tres y un quinto vale uno. Al final de la votación, el jugador con más puntos en general gana el premio.

### Fútbol americano
En la NFL, el premio MVP es votado por un panel de 50 periodistas deportivos al final de la temporada regular, antes de los playoffs, aunque los resultados no se anuncian al público hasta el día anterior al Super Bowl. Los periodistas deportivos elegidos siguen regularmente a la NFL y, en su mayoría, se mantienen constantes de un año a otro. Se eligen en función de la experiencia y son independientes de la propia liga.

### Hockey sobre hielo
En la NHL, la votación del premio MVP se lleva a cabo al final de la temporada regular por miembros de la Asociación de Escritores Profesionales de Hockey, y cada votante individual clasifica a sus cinco candidatos principales en un punto(s) de 10–7–5–3–1) sistema. Se nombran tres finalistas y se entrega el trofeo en la ceremonia de entrega de premios de la NHL después de los playoffs.

### Lacrosse de campo
En el PLL, el premio MVP (y todos los demás premios) se seleccionan mediante un proceso de votación de dos rondas. En la votación de la primera ronda, los jugadores y entrenadores votarán para determinar los nominados para cada premio. En la segunda ronda de votaciones, los medios de comunicación, la oficina principal de PLL y la junta asesora de lacrosse de PLL votan por los nominados para determinar los ganadores. Los ganadores de los premios se anuncian durante la ceremonia de entrega de premios al final de la temporada.

### Lacrosse bajo techo
En la NLL, los nominados al premio MVP (y todos los demás premios) son votados por medios selectos. Cada boleta permite a los miembros votantes clasificar sus cinco mejores opciones para el premio. Cada votante individual clasifica a sus cinco candidatos principales en un sistema de puntos 10–7–5–3–1 (similar al sistema NHL). Las tres personas que acumulen más votos serán anunciadas como finalistas para el premio. El finalista que haya acumulado la mayor cantidad de puntos después de que finalice el período de votación será el ganador del premio. En caso de empate, el criterio de desempate lo decidirá la persona que recibió la mayor cantidad de votos para el 1.º lugar, seguida por la cantidad de votos para el 2.º lugar, y así sucesivamente, hasta que se decida un ganador.

### Fútbol
MVP se conoce más comúnmente en el fútbol como «jugador de la temporada». En la Copa Mundial de Fútbol, el premio se llama Balón de Oro y es elegido por el Grupo de Estudios Técnicos de la FIFA, y el ganador es votado por representantes de los medios de comunicación.
En la Premier League, el jugador del año es elegido por un panel reunido por los patrocinadores de la liga que consta de miembros de los «órganos rectores del fútbol, los medios de comunicación y los fanáticos», y se anuncia en la segunda o tercera semana de mayo.

## En la filosofía del deporte
El concepto del 'jugador más valioso' se discute dentro del campo de la filosofía del deporte. Los filósofos Stephen Kershnar y Neil Feit argumentan que el concepto de MVP es un concepto fundamentalmente vago, pero igualmente valioso porque promueve la discusión activa de los diferentes tipos de excelencia que se encuentran dentro de un deporte específico y el peso que debe asignarse a estos tipos, lo que lleva a una ganancia para los discutidores. Kershnar llamó a esta vaguedad el «problema del jugador más valioso». En un momento ofreció una solución al problema, pero luego se retractó y admitió que el problema sigue sin resolverse.

## Ejemplos
- Los MVP de las Grandes Ligas de Béisbol, los MVP de la Serie de Campeonato de Béisbol y los MVP de la Serie Mundial de Béisbol; también el Premio al Jugador Más Valioso del Juego de Estrellas de las Grandes Ligas de Béisbol.
- MVP de la Temporada de la NFL y MVP del Super Bowl; también Pro Bowl
- Trofeo Hart y Trofeo Lester B. Pearson/Ted Lindsay (temporada regular de la National Hockey League) y Trofeo Conn Smythe (playoffs); el All-Star Game también tiene un MVP.
- Los premios MVP de la temporada regular y los finales de la Asociación Nacional de Baloncesto; también el del Juego de Estrellas de la NBA
- Los premios de la temporada regular y las finales de la Asociación Nacional de Baloncesto Femenino.
- MVP de la Euroliga.
- Jugador Más Valioso de la Major League Soccer y MLS Cup; también Juego de las Estrellas de la Major League Soccer.
- Torneos de la Federación Internacional de Voleibol.
- Trofeo Heisman de fútbol americano universitario.
- Mejor Jugador del Torneo de la NCAA; también hay varios premios para el o los jugadores seleccionados como jugador del año.
- Liga Premier de India.
- MVP de la Temporada de la PBA, para la temporada regular de la Asociación de Baloncesto de Filipinas.
- Liga Europea de Fútbol, tanto para su temporada regular como para su juego de campeonato,